# Ольшанка (Казахстан)
Ольша́нка (каз. Ольшанка) — село у складі Кизилжарського району Північноказахстанської області Казахстану. Входить до складу Якорського сільського округу.
Населення — 379 осіб (2021; 329 у 2009, 311 у 1999, 374 у 1989).
Національний склад станом на 1989 рік:
- росіяни — 63 %.